# Octave Minds (album)
Pour le groupe, voir Octave Minds.
Octave Minds est un album sorti le 15 septembre 2014 aux États-Unis et en octobre 2014 en France. Il s'agit du premier album du projet collaboratif Octave Minds, une formation constituée du canadien Chilly Gonzales et de l'allemand Boys Noize. L'album contient 11 compositions originales.

## Réception
Le site My Band News attribue une note de 9/10 à l'album, qu'il qualifie de « claque musicale ».

## Liste des pistes
| No  | Titre                                                            | Durée |
| --- | ---------------------------------------------------------------- | ----- |
| 1.  | Symmetry Slice                                                   | 3:45  |
| 2.  | Anthem                                                           | 5:30  |
| 3.  | Initials KK                                                      | 4:06  |
| 4.  | Tap Dance (featuring Chance The Rapper et The Social Experiment) | 3:51  |
| 5.  | Royalty                                                          | 2:44  |
| 6.  | OM                                                               | 1:32  |
| 7.  | Together                                                         | 4:18  |
| 8.  | Projectionist                                                    | 2:35  |
| 9.  | Done Deal                                                        | 5:04  |
| 10. | In Silence                                                       | 3:58  |
| 11. | Symmetry Slice Pt. 2                                             | 1:36  |

| 11. | Rave Face            | 3:45 |
| 12. | Symmetry Slice Pt. 2 | 1:36 |